# Cardó

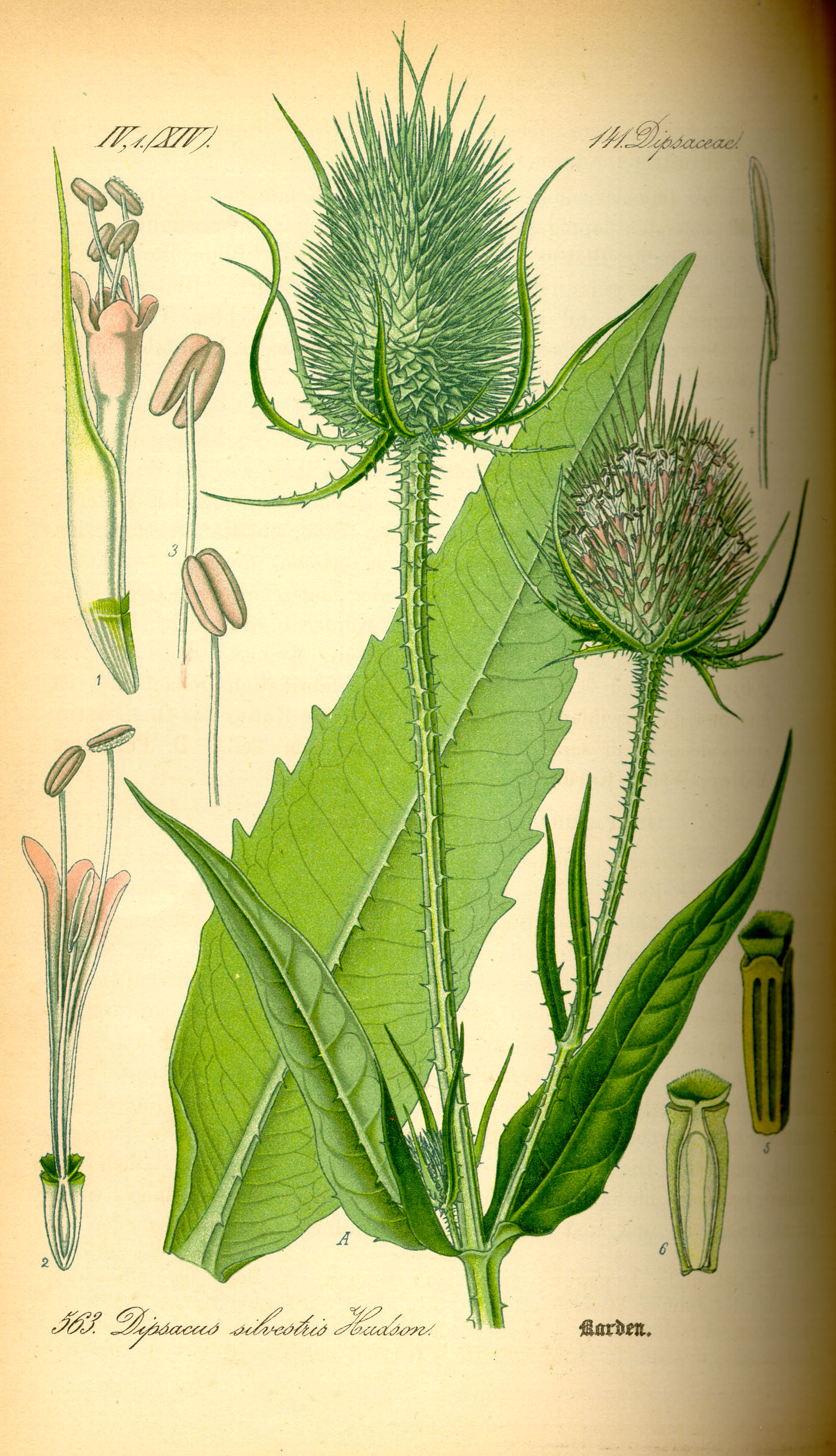
Il·lustració del cardó

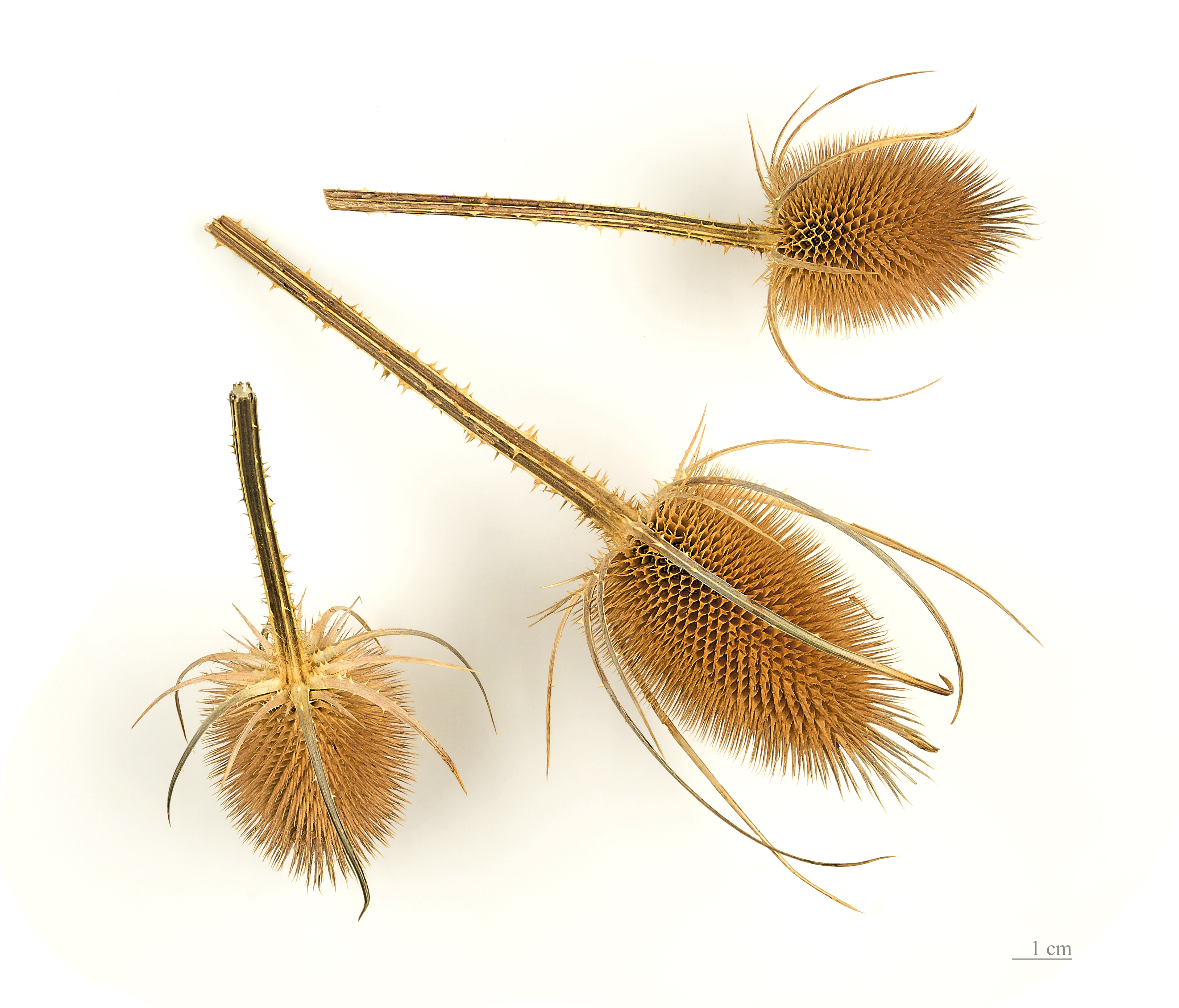
Dipsacus fullonum

El cardó (Dipsacus fullonum) és una espècie de planta amb flors del gènere Dipsacus, dins la família de les caprifoliàcies.
És nativa d'Euràsia i Àfrica del Nord però actualment també és comuna a Amèrica, sud d'Àfrica, Austràlia i Nova Zelanda com espècie introduïda i de vegades com espècie nociva. És comuna a tots els Països Catalans però manca a Menorca.

## Descripció
Les fulles caulinars són sèssils sovint més o menys connates, el capítol és ovoide globós. És una herba biennal erecta d'un a 2,6 m d'alt. Les flors s'obren en una zona circular que ascendeix progressivament. Floreix de juliol a setembre. Les fulles ´formen petits bassals on s'ofeguen insectes per això es considera protocarnívora.

## Hàbitat
En herbassars de sòls nitrogenats humits, sobretot a les clarianes del bosc. Viu del nivell del mar a 1650 m d'altitud.

## Taxonomia
Aquesta espècie va ser publicada per primer cop l'any 1753 a l'obra Species Plantarum de Carl von Linné (1707-1778).

### Sinònims
Els següents noms científics són sinònims de Dipsacus fullonum:
- Sinònims homotípics

- Dipsacus fullonum subsp. sylvestris Ehrh.

- Sinònims heterotípics

- Dipsacus arcimusci Lojac.
- Dipsacus botterii Maly ex Nyman
- Dipsacus carminatorius Salisb.
- Dipsacus connatofolius Gilib.
- Dipsacus divaricatus C.Presl
- Dipsacus fullonum var. comosus Lej.
- Dipsacus fullonum var. divaricatus (C.Presl) Alef.
- Dipsacus fullonum var. intermedius Coss.
- Dipsacus fullonum var. laciniatus Alef.
- Dipsacus fullonum var. pallidus Alef.
- Dipsacus fullonum var. sylvestris (Huds.) Huds.
- Dipsacus fullonum subsp. sylvestris (Huds.) A.R.Clapham
- Dipsacus fullonum subsp. sylvestris (Huds.) P.Fourn.
- Dipsacus fullonum var. technicus Alef.
- Dipsacus fullonum f. ternatus Farw.
- Dipsacus horridus Opiz
- Dipsacus meyeri Chabert
- Dipsacus mirabilis Gand.
- Dipsacus morisonii Boreau
- Dipsacus orsini Sanguin.
- Dipsacus palustris Salisb.
- Dipsacus purpurascens Gand.
- Dipsacus silvester A.Kern.
- Dipsacus sinuatus Schltdl. ex Roem. & Schult.
- Dipsacus sylvestris Huds.
- Dipsacus sylvestris f. albidus Steyerm.
- Dipsacus sylvestris var. laciniatus Klett & Richt.
- Dipsacus vulgaris C.C.Gmel.